# Microdontosaurus dayensis
"Microdontosaurus" (gr. “lagarto de pequeños dientes”) es el nombre informal dado a un género de dinosaurio saurópodo que vivió a período Jurásico medio, hace aproxima, en el Tíbet. Es otro de los saurópodos sin describir de esa región, hay mucha confusión sobre el tema. La especie tipo es "Microdontosaurus dayensis", nombrada por Zhao en 1985.